# テンコーポレーション
株式会社テンコーポレーション（英: TEN CORPORATION）は、かつて存在した外食事業者である。関東地方を中心に展開する天丼・天ぷらのレストラン（ファーストフード）チェーン「天丼てんや」を運営していた。

## 概説
1989年（平成元年）4月20日に日本マクドナルドの創業メンバーの一人である岩下善夫が創業。和食の代表格の一つである天ぷらの大衆化を目指し、ファーストフードとして多くの店で均質かつ低価格・手早く提供している。テーブルサービスは店員が調理担当と給仕役に分担されているためフルサービスであるが、牛丼チェーン店のようなカウンター席主体の店舗が多い。
設立時に丸紅が70％を出資した（残りは25％が日清製油、5％が岩下個人）経緯もあり、永年に亘り丸紅の主要グループ企業であったが、丸紅がアジア通貨危機後の不況から外食事業の縮小を打ち出したことから身売りが検討され、2005年（平成17年）7月に外食大手のロイヤルホールディングス（ロイヤルHD）に株式を売却、2006年（平成18年）6月からロイヤルHDの連結子会社となる。
2021年1月1日、ロイヤルHD内の事業再編に伴い、ロイヤルホスト・アールアンドケーフードサービスと合併（ロイヤルホストが存続会社、合併後「ロイヤルフードサービス」に商号変更）し、法人としてのテンコーポレーションは解散した。「天丼てんや」は引き続きロイヤルフードサービスの一事業として存続している。

## 沿革
- 1989年（平成元年）
  - 4月 - 東京都中央区築地に設立。
  - 9月 - てんや1号店（八重洲店）を東京駅八重洲地下街にオープン[8]。
  - 12月 - 東京都台東区東上野へ本社移転。
- 1992年（平成4年）5月 - 東京都台東区浅草へ本社移転。
- 2002年（平成14年）2月7日 - 株式を店頭登録。
- 2004年（平成16年）12月 - 株式の店頭登録を取消し、ジャスダックに上場。
- 2005年（平成17年）7月 - 丸紅が保有する株式の一部を譲渡し、ロイヤルホールディングス株式会社が筆頭株主となる。
- 2006年（平成18年）6月 - ロイヤルホールディングス株式会社が株式公開買付け（TOB）を実施し、出資比率を46%に引き上げ子会社化する。
- 2010年（平成22年）
  - 2月 - ロイヤルホールディングス株式会社が再度TOBを実施し、出資比率を46.18%から77.21%に引き上げる（丸紅は株主でなくなる）。
  - 5月 - ロイヤルホールディングス株式会社との間で株式交換を実施し、同社の完全子会社となる。
- 2016年（平成28年）4月15日 - 諏訪市に諏訪店を出店し、長野県に進出[1]。
- 2018年（平成30年）10月2日 - 親会社のロイヤルホールディングスが「GATHERING TABLE PANTRY 馬喰町店」で得た開発成果をてんやへ拡張した完全キャッシュレス店舗「大江戸てんや」をオープン[9]。
- 2021年（令和3年）1月1日 - ロイヤルホストに吸収合併され解散。同時にロイヤルホストは、ロイヤルフードサービス株式会社に商号変更[7]。